# Albert Komański
Albert Komański (* 7. Februar 2000 in Sanok) ist ein polnischer Leichtathlet, der sich auf den Sprint spezialisiert hat.

## Sportliche Laufbahn
Erste Erfahrungen bei internationalen Meisterschaften sammelte Albert Komański im Jahr 2023, als er bei der 1. Liga der Team-Europameisterschaft im Rahmen der Europaspiele in Chorzów in 20,50 s Zweiter im 200-Meter-Lauf wurde und sich damit ligenübergreifend die Silbermedaille hinter dem Franzosen Ryan Zézé sicherte. Im August schied er dann bei den Weltmeisterschaften in Budapest mit 21,68 s in der ersten Runde aus. Im Jahr darauf schied er bei den Europameisterschaften in Rom nach einem Sturz im Halbfinale über 200 Meter aus und anschließend schied er bei den Olympischen Sommerspielen in Paris mit 20,90 s in der Hoffnungsrunde aus.
2023 wurde Komański polnischer Hallenmeister im 200-Meter-Lauf.

## Persönliche Bestzeiten
- 100 Meter: 10,34 s (+0,2 m/s), 20. Mai 2023 in Sucha Beskidzka
  - 60 Meter (Halle): 6,74 s, 4. Februar 2023 in Łódź
- 200 Meter: 20,49 s (+0,7 m/s), 6. Juni 2023 in Bydgoszcz
  - 200 Meter (Halle): 20,56 s, 19. Februar 2023 in Toruń